# 國際固定曆
國際固定曆（也被稱為Cotsworth提案、伊士曼提案、13月固定曆），是由Moses Bruine Cotsworth在1902年提出的太陽曆曆法革新提案，他將太陽年分為13個月，每月固定有28天。因此國際固定曆是一個日期固定的年曆，每一天的日期都會固定在每年的同一個工作週之中。雖然從未在任何國家正式採用，但企業家喬治·伊士曼（George Eastman）於 1928到1989年將其施行於伊士曼柯達公司（Eastman Kodak Company）。

## 規則
國際固定曆年有13個月，每個月28天，分為4週（{\displaystyle 13\times 28=364}）。在年底13月28日（即格里高里曆年的12月30日）之後添加額外的一天，有時稱為“年日（Year Day）”，不屬於任何一週，總計為365天。每年都與相應的格里高里曆年相吻合，因此科茨沃思曆中的元旦（一月一日）與格里高里曆年元旦相同。12個月份的西方名稱和次序也與格里高里曆相同，只在6月（June）和7月（July，在国际固定历中为8月）之間插入額外多出的一個月，稱為“Sol”，因其位於北半球的夏季中期，包括夏至日（summer solstice）而得名。
國際固定曆中的閏年包含366天，其發生遵循格里高里曆年規則。每四年會有一個閏年；但如果年數被100整除，除非它也可被400整除，才算是閏年。所以雖然2000年是閏年，但是1700、1800、和1900年則是平年。國際固定曆在閏年中插入額外的一天，即6月29日，介於6月28日週六和7月1日週日之間。
每個月從星期日開始到星期六結束；因此每年都從星期日開始。年日、閏日不歸屬在任何一週之中；他們之前是星期六，然後是星期天。整個年度的週、月曆看起來將會如下列表（13個月的月曆是一模一樣的）：
| 星期   | 星期   | 星期   | 星期   | 星期   | 星期   | 星期   | 闰日 （闰年6月） 或年日 （13月） |
| 星期日 | 星期一 | 星期二 | 星期三 | 星期四 | 星期五 | 星期六 | 闰日 （闰年6月） 或年日 （13月） |
| ------ | ------ | ------ | ------ | ------ | ------ | ------ | -------------------------------- |
| 1      | 2      | 3      | 4      | 5      | 6      | 7      | 闰日 （闰年6月） 或年日 （13月） |
| 8      | 9      | 10     | 11     | 12     | 13     | 14     | 闰日 （闰年6月） 或年日 （13月） |
| 15     | 16     | 17     | 18     | 19     | 20     | 21     | 闰日 （闰年6月） 或年日 （13月） |
| 22     | 23     | 24     | 25     | 26     | 27     | 28     | 29                               |

以下顯示國際固定曆的13個月和額外日期如何與公曆的日期相關：
| 國際固定曆月份 | 对应公历日期  | 对应公历日期             |
| 國際固定曆月份 | 开始日期：1日 | 结束日期：28日（或29日） |
| -------------- | ------------- | ------------------------ |
| 1月            | 1月1日        | 1月28日                  |
| 2月            | 1月29日       | 2月25日                  |
| 3月            | 2月26日       | 3月25日*                 |
| 4月            | 3月26日*      | 4月22日*                 |
| 5月            | 4月23日*      | 5月20日*                 |
| 6月            | 5月21日*      | 6月17日*                 |
| 6月            | 5月21日*      | 6月17日（闰日）          |
| 7月（Sol）     | 6月18日       | 7月15日                  |
| 8月            | 7月16日       | 8月12日                  |
| 9月            | 8月13日       | 9月9日                   |
| 10月           | 9月10日       | 10月7日                  |
| 11月           | 10月8日       | 11月4日                  |
| 12月           | 11月5日       | 12月2日                  |
| 13月           | 12月3日       | 12月30日                 |
| 13月           | 12月3日       | 12月31日（年日）         |

- 這些格里高里曆日期（均在3月至6月）在閏年提前1天。固定日曆中的3月總是有固定的天數（28），包括2月29日的格里高里閏日。

## 歷史
工作週固定的 Lunisolar日曆存在於許多古老的文化中，某些假期總是在一個月的相同日期和一週中的幾天。在18世紀中葉，一個長達13個月的常年日曆的簡單概念已經存在。該想法的版本主要取決於月份的命名方式以及閏年中額外日期的處理方式。
“格魯吉亞曆法”於1745年由一位來自馬里蘭州的美國殖民者以筆名Hirossa Ap-Iccim，即休·瓊斯牧師提出。作者在英國國王喬治二世之後命名了這個計劃和第十三個月。每年的第365天將被視為聖誕節。然而，閏年的處理與格列高利規則不同； 而這一年將開始接近冬至。在 1753年該計劃出版的後期版本中，13個月的名稱全部更換為基督教聖徒的名稱。 1849年法國哲學家奧古斯特孔德（1798-1857）提出了為期13個月的實證主義日曆，將月份命名為：摩西、荷馬、亞里士多德、阿基米德、凱撒、聖保羅、查理曼、但丁、古騰堡、莎士比亞、笛卡爾、弗雷德里克和比奇。日曆中的日期名稱同樣向實證主義中的 “聖徒”致敬。實證主義日曆的年和月，每週從星期一而非星期日開始。Comte還重置了年曆的紀年編號，從公元1789年開始他的日曆（第1年）時代。對於不屬於任何一週或一個月的額外日期，Comte遵循Ap-Iccim（Jones）的模式，每年以第365天的節日結束，隨後是僅在閏年發生的後續節日。
摩西科茨沃思是否熟悉他的國際固定曆之前的13個月計劃尚不清楚。他確實跟隨 Ap-Iccim（瓊斯）將聖誕節指定為一年中的第365天。他的建議是，今年的最後一天應該被指定為星期日，因此，因為第二天也是新年和星期天，他稱之為雙重星期天。由於科茨沃斯的目標是商業和工業的簡化，更“理性”的日曆，他將繼承符合這一目標的公曆的所有特徵，包括傳統的月份名稱，在美國的傳統一週是從星期日開始，但大多數其它國家和ISO週標準中或不相同，他們的週可能從星期一開始。為了促進科茨沃斯的日曆改革，在該計劃被國際聯盟選為130個最佳曆法革新提案的之後，於 1923年成立了國際固定曆推動聯盟（IFCL）。桑德福德弗萊明爵士，全球採用標準時間的發明和推動者，成為IFCL聯盟的第一任總裁。聯盟在倫敦開設辦事處，後來又在紐約羅切斯特開設辦事處。喬治·伊士曼的伊士曼柯達公司，成為國際固定曆聯盟的忠實支持者，並在柯達公司開始採行。國際固定曆聯盟在此曆法革新提案未能在 1937年贏得國際聯盟的最終批准後，不久就停止了運作。

## 優點
國際固定曆的幾個優點主要與其組織有關。
- 細分年度的日期有固定規律而且系統化：
  - 每年固定為52週，分為13個月。
  - 每個月都恰好是28天，而分為4週。
  - 每個月每天的日期，都是固定在工作週當中的同一天（即17日總是在星期二）。
- 每年（常年）日曆都是相同的，不像公曆年度每年都不同。因此，對於具有延長生產週期的機構和行業，調度更容易。
- 慶祝活動假期第n個月的某個工作週，如美國的感恩節，將變成有一個固定的日期，同時保持其傳統的週日。
- 按月計算的統計分析更準確，因為所有月份都包含完全相同的工作週和周末數，每季度的比較也都基於時間長度相同的13週。
- 國際固定曆的支持者認為，就經濟中的月度現金流而言，今年的13個平等分部優於12個不平等分部。

## 缺點
- 雖然每一季的長度相等（13週），但13是無法均分的質數，使目前按季度完成的所有活動與月份不一致。
- 一神教的領導者在過去一直反對太陽年曆的革新提案，因為一年的各個週別，在有年日或閏日發生時變成八天，會導致一週的禮拜日逐年變化，這違反了一神教上每週固定要有七天，並且在第七天禮拜的傳統習俗。
- 由於曆法革新，生日、重要紀念日和其它假期需要重新計算，而且將總是落在一週當中的同一天。